# Казанково
Казанково — посёлок в Новокузнецком районе Кемеровской области. Входит в состав Красулинского сельского поселения.

## История
До 2004 года посёлок являлся центром Казанковского сельского совета в который входили посёлок станции Ерунаково, посёлок Ерунаково, Иганино	, Усково, Успенка	, Чичербаево

## География
Центральная часть населённого пункта расположена на высоте 224 метров над уровнем моря.

## Население
По данным Всероссийской переписи населения 2010 года, в посёлке Казанково проживает 870 человек (410 мужчин, 460 женщин).